# تفجير أبراج الخبر
تفجير أبراج الخبر هجوم إرهابي وقع على جزء من مجمع سكني في مدينة الخبر في السعودية، بالقرب من مقرات شركة النفط الوطنية أرامكو السعودية في الظهران وقاعدة الملك عبد العزيز الجوية في 25 يونيو 1996. كانت أبراج الخبر حينها تستخدم كأماكن إقامة لقوات التحالف المُكلفة بعملية المراقبة الجنوبية. عملية إقامة منطقة حظر طيران في جنوب العراق، كجزء من مناطق حظر الطيران العراقية.
انفجرت شاحنة مفخخة بجوار المبنى رقم 131، المكون من ثمانية طوابق ويضم أعضاء من الجناح 4404 (الاحتياطي) التابع للقوات الجوية الأمريكية، المُشكل أساساً من سرب الإنقاذ وسرب المقاتلات المنتشر. وفي المجمل، قُتل 19 من أفراد القوات الجوية الأمريكية ومدني سعودي وأصيب 498 من جنسيات متعددة. وفي 25 يونيو 1996، اتهم بيان رسمي صادر عن الولايات المتحدة الأمريكية أعضاءً من حزب الله الحجاز بالوقوف خلف الهجوم. وفي 2006، أدانت محكمة أمريكية إيران وحزب الله بتدبير الهجوم.

## الهجوم
في 13 نوفمبر 1995، أدى تفجير سيارة مفخخة في الرياض إلى رفع قيادة القوات الأمريكية المتمركزة في أبراج الخبر مستوى التهديد إلى حالة الاستنفار القصوى. بعد أيام من الهجوم، أطلع القادة العسكريون الجنود والطيارين في الخبر على تلقي الولايات المتحدة اتصالات مجهولة المصدر من منظمة تدعي أنها نفذت هجوم الرياض. وادعى المهاجمون أن هدفهم إجبار القوات المسلحة الأمريكية على مغادرة البلاد وأن أبراج الخبر ستهاجم بعد ذلك إذا لم يبدأ انسحاب تلك القوات على الفور. في هذا الوقت، لاحظت قوات الأمن التابعة للقوات الجوية الأمريكية عمليات مراقبة وغيرها من الأنشطة المشبوهة بالقرب من الأسوار المحيطة بأبراج الخبر. ومع ذلك، فقد منعت الحكومة السعودية القوات من التصرف بأي صفة خارج محيط المجمع واستمرت عمليات المراقبة دون رادع.
وقد ورد أن المهاجمين هربوا متفجرات إلى السعودية من لبنان. حيث اشترى كلاً من المغسل، الحوري، الصايغ، القصاب ورجل لبناني مجهول الهوية شاحنة صهريج ضخمة لخدمات الصرف الصحي في أوائل يونيو 1996 في السعودية. وخلال فترة أسبوعين حولوها إلى شاحنة مفخخة. بحيث أصبح لدى الجماعة حوالي 5,000 رطل (2,300 كجم) من المتفجرات البلاستيكية، ما كان كافياً لإنتاج شحنة مشكلة انفجرت بقوة لا تقل عن 20,000 رطل (9,100 كجم) من مادة تي إن تي، وفقاً لتقييم لاحق لوكالة أسلحة الدفاع الخاصة. تضخمت قوة الانفجار بعدة طرق. فالشاحنة نفسها شكلت الشحنة من خلال توجيه الانفجار نحو المبنى. علاوة على ذلك، فإن الفراغ المرتفع نسبياً بين الشاحنة والأرض أعطاها الخصائص الأكثر فتكاً للانفجار في الهواء.
قدرت السلطات الأمريكية في الأصل أنها تحتوي ما بين 3,000 إلى 5,000 رطل (1,400 إلى 2,300 كيلوجرام) من المتفجرات. في وقت لاحق، أشار تقرير الجنرال داونينج عن الحادث إلى أن الانفجار يحتوي على ما يتراوح بين 20 إلى 30.000 رطل (9,100 إلى 1,300 كجم) من مادة تي إن تي. وقد أعد المهاجمون للهجوم عن طريق إخفاء كميات كبيرة من المواد المتفجرة وأجهزة توقيت في علب الطلاء وأكياس 50 كيلوجرام تحت الأرض في القطيف، مدينة بالقرب من الخبر. كانت القنبلة عبارة عن مزيج من البنزين ومسحوق متفجر وضعت في خزان شاحنة صهريج لمياه الصرف الصحي.
في البداية، حاول المهاجمون دخول المجمع عند نقطة التفتيش الرئيسية. وعندما منعهم أفراد الجيش الأمريكي من الدخول، في حوالي الساعة 9:43 مساءً. بالتوقيت المحلي، قادوا سيارة المراقبة من نوع داتسون، إضافة إلى سيارة أخرى وشاحنة التفجير، إلى ساحة انتظار السيارات المجاورة للمبنى رقم 131. ويفصل سياج أمني محاط بالسلاسل وخطاً من الأشجار الصغيرة موقف السيارات، المستخدم كمسجد المحلي وموقف، عن المجمع السكني. كان محيط المبنى رقم 131 على بعد حوالي 72 قدماً (22 متراً) من خط السياج، مع وجود طريق محيط بين السياج والمبنى الذي كان يستخدمه كثيراً أفراد عسكريون للركض. دخلت السيارة الأولى موقف السيارات وأشارت إلى الآخرين عن طريق وميض المصابيح الأمامية. ثم تبعها الشاحنة المفخخة والمركبة الأخرى بعد فترة وجيزة. أوقف الرجال الشاحنة بجوار السياج وغادروا في السيارة الثالثة. انفجرت القنبلة بعد ثلاث إلى أربع دقائق في حوالي الساعة 10:20 مساءً. بالتوقيت المحلي. كان الانفجار قوياً لدرجة أنه شعر به على بعد 20 ميلاً (32 كم) في دولة البحرين على الخليج العربي.

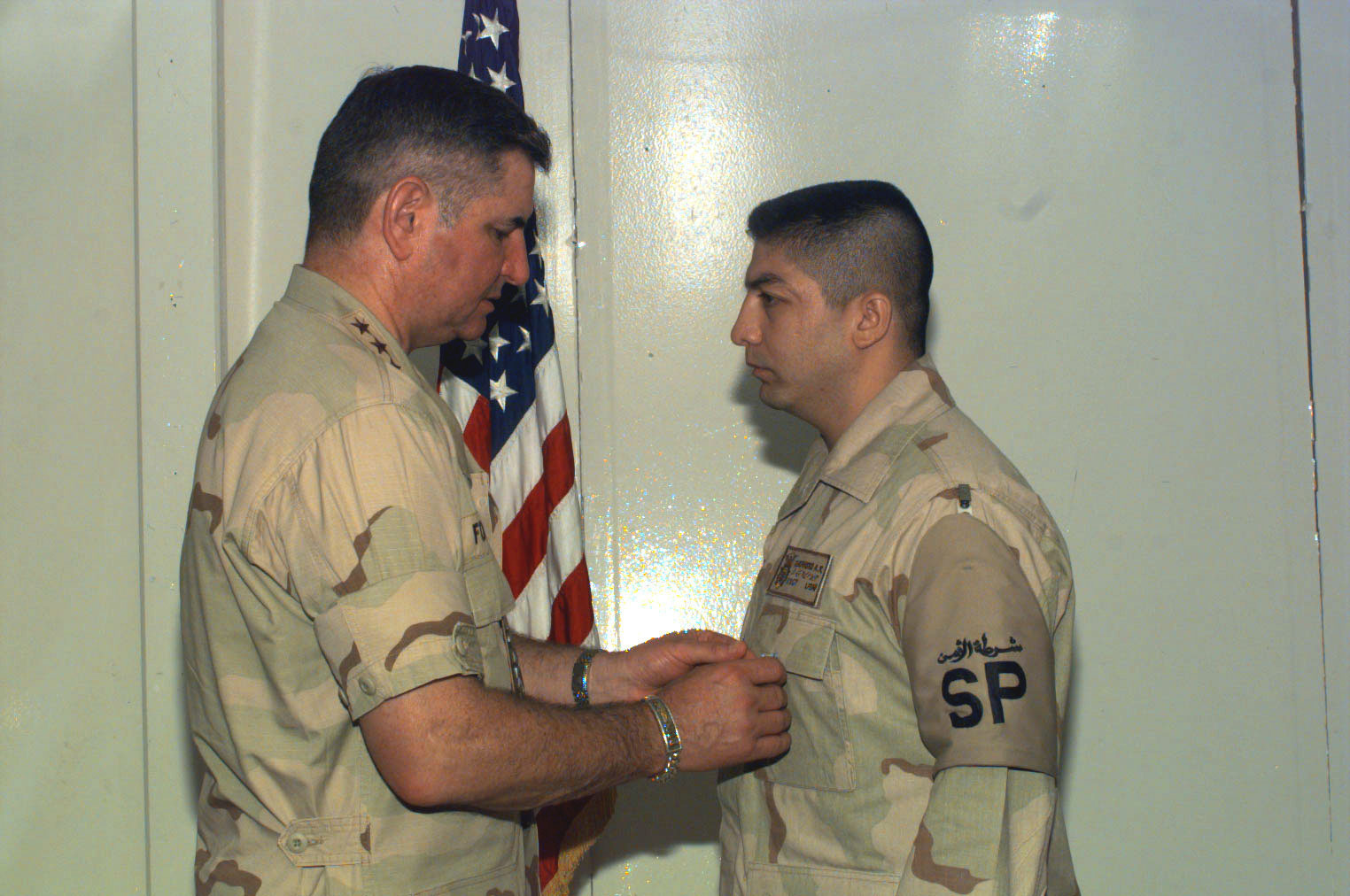
الرقيب ألفريدو آر. غيريرو (يميناً) يتلقى وسام الطيار من رئيس أركان سلاح الجو الأمريكي الجنرال رونالد فوغلمان

كان ضابط الأمن للقوات الجوية الأمريكية، الرقيب ألفريدور آر. غيريرو، متمركزاً فوق المبنى رقم 131 حينما أبصر الرجال وتعرّف على المركبات كمصدر تهديد وأبلغ عنها للأمن، وبدأ عملية إخلاء طوابق المبنى واحداً تلو الآخر. هذا وقد حسبت أفعاله ضمن إنقاذ عشرات الأرواح. كان العديد ممن جرى إجلاؤهم على الدرج عندما انفجرت القنبلة. شُيِّد هذا الدرج من الرخام الثقيل وكان يقع على جانب المبنى بعيداً عن الشاحنة المفخخة وربما كان أكثر أماكن المبنى أماناً. وبناءً على أعماله، فقد مُنحّ غيريرو وسام الطيار الذي يُمنح لأعضاء الخدمة أو أولئك الذين ينتمون إلى دولة صديقة، أثناء خدمتهم بأي صفة مع القوات الجوية للولايات المتحدة ويميزون أنفسهم بالأعمال البطولية، التي عادة ما تتضمن مخاطرة تطوعية بالأرواح، لكن لا ذلك يشمل الانخراط في قتال فعلي.
كان هناك تدبير أمني آخر يعتقد أنه حجمّ من الأضرار؛ فعلى طول السياج الأمني كانت تقبع حواجز جيرسي وهي حواجز أسمنتية تستخدم عادة على طول الطرق. حولت هذه الحواجز طاقة الانفجار إلى الأعلى وبعيداً عن طوابق المبنى السفلية، بل وربما منعت حتى الانهيار التام للمبنى.

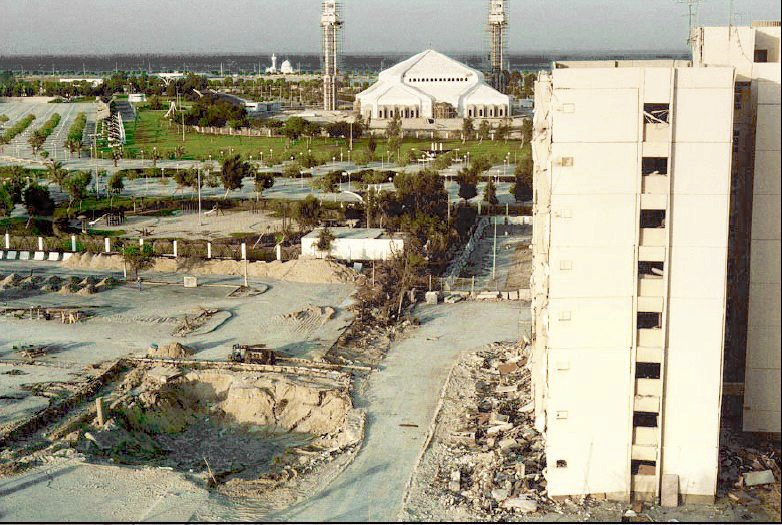
الحفرة التي خلفها انفجار الشاحنة. يظهر المبنى رقم 131 على اليمين.

كانت قوة الانفجار هائلة. فقد خلق حجم الانفجار عاصفة ترابية شديدة حيث تسببت قوى موجة الضغط العالي وما تبعها من قوى الفراغ في أضرار كبيرة في حد ذاتها. لم تتلق العديد من المركبات العسكرية المتوقفة على الجانب الأيسر من المبنى رقم 131 ضرر مباشر بفعل الحطام، لكنها تضررت بشدة بسبب القوة الهائلة لموجة الصدمة.
دمر الانفجار أو تسبب في الضرر بشدة لستة مبان سكنية شاهقة في المجمع. وحطمت النوافذ في جميع مباني المجمع الأخرى تقريباً وفي المباني المحيطة التي تقع على بعد 1.6 كم. خلفّ الانفجار حفرة كبيرة جداً، بعرض 85 قدماً (26 متراً) وبعمق 35 قدماً (11 متراً)، حيث كانت تقف الشاحنة. وفي غضون ساعات قليلة من الانفجار، بدأت الحفرة تمتلئ بالماء المالح من الخليج العربي. وفي الدقائق التي أعقبت الانفجار، أجلى المقيمون بالمجمع الجرحى العسكريين الأمريكيين من المنطقة. ومع انقطاع التيار الكهربائي في العديد من المباني بالقرب من رقم 131، كانت الفوضى والتوتر يخيمان على المشهد فلم يكن يُعرف سوى القليل عن إمكانية تعرض أمن المنطقة للمزيد من الهجمات. تجمع العديد من المقيمون لاحقاً في قاعة تقديم الطعام المحلية، التي حولت إلى مركز فرز المصابين، حيث شاهدوا الأخبار العاجلة عن الحادث على أجهزة التلفزيون ذات شاشات العرض الكبيرة التي تهدف إلى بث أخبار الأحداث الجارية في الوطن إلى الجنود.

## ضحايا التفجير
قُتل 19 من أفراد سلاح الجو الأمريكي في المجمل:
1. النقيب/ كريستوفر آدامز
2. النقيب/ ليلاند هاون
3. رقيب أول/ مايكل جي. هيسر
4. رقيب أول/ كيندال كيه. كيتسون
5. رقيب فني/ دانييل بي. كافوريك
6. رقيب فني/ باتريك پي. فينيغ
7. رقيب فني/ تان في. نغوين
8. رقيب عام/ رونالد كينغ
9. رقيب عام/ كيفن جونسون
10. الرقيب/ ميلارد د. كامبل
11. جندي جوي أعلى/ إيرل آر. كارتريت، الابن
12. جندي جوي أعلى/ أول جيريمي أيه. تايلور
13. جندي جوي درجة أولى/ كريستوفر ليستر
14. جندي جوي درجة أولى/ برنت إي. مارشال
15. جندي جوي درجة أولى/ براين دبليو. ماكفي
16. جندي جوي درجة أولى/ بيتر دبليو. مورغيرا
17. جندي جوي درجة أولى/ جوزيف إي. ريمكوس
18. جندي جوي درجة أولى/ جوستين وود
19. جندي جوي درجة أولى/ غوشوا إي. وودي
20. مواطن سعودي مجهول الهوية

## تداعيات الحادث

### التحقيق في الحادث
عقب الانفجار، أُرسل فريق تقييم مؤلف من وكالة الاستخبارات المركزية (CIA) ومكتب التحقيقات الفيدرالي (FBI) ودائرة الأمن الدبلوماسي (DSS) ومكتب التحقيقات الخاصة للقوات الجوية الأمريكية (AFOSI) لتقييم المخاطر على المجمعات الأمنية الأخرى في المملكة العربية السعودية وتقديم اقتراحات بشأن مجمع أبراج الخبر. منها اقتراح بتغطية النوافذ باستخدام شريط لاصق ماركة مايلر للعمل كحاجز، لكن التكلفة المقدرة لذلك بنحو 4.5 مليون دولار، كانت باهظة. كما اقترح توسيع المحيط إلى 500 قدم على الأقل لحماية الجنود من الزجاج المتطاير.

#### الإخفاقات الاستخباراتية والأمنية
عقب تفجير أبراج الخبر، تعرضت الدوائر العسكرية والاستخباراتية الأمريكية لانتقادات لاذعة لافتقارها إلى الاستعداد وتقدير الأحداث المستقبلية  لما اعتبر إخفاقاً استخباراتياً. وفقاً لصحيفة نيويورك تايمز، «فقد تركت أوجه القصور الكبيرة في الإعداد والاستخبارات والإجرائات الأمنية الأساسية القوات الأمريكية في المملكة العربية السعودية عرضة للخطر.»
فقد رصدت أجهزة الاستخبارات والقيادة العسكرية العديد من التحذيرات، وأشار ما يصل إلى "عشر حوادث مبلغ عنها من أبريل إلى يونيو 1996 إلى أن أبراج الخبر تخضع للمراقبة". جاءت هذه التحذيرات قبل وبعد قطع رؤوس أربعة مواطنين سعوديين بعد اعترافهم علانية بدورهم في هجمات نوفمبر 1995 في الرياض. وقد اعترف مسؤولون إدارة كلينتون عن "تلقيهم موجة من التهديدات ضد الأمريكيين والمنشآت الأمريكية في المملكة العربية السعودية" في الأسابيع التي سبقت الهجوم، "لكنهم فشلوا في الاستعداد بشكل كاف لقنبلة بتلك القوة التي أسفرت عن مقتل 19 عسكرياً أمريكياً". هونّ السعوديون أيضاً من شأن هذه التهديدات عندما وصف وزير الدفاع الأمير سلطان بن عبد العزيز آل سعود الأعمال الإرهابية التي شنها الجهاديون الإسلاميون السعوديون في 1995 بأنها "صبيانية"، مشيراً إلى أن "المملكة العربية السعودية لا تتأثر بالتهديدات". ". علق السناتور أرلين سبيكتر (من الحزب الجمهوري حينها) خلال اجتماع لجنة الاستخبارات بمجلس الشيوخ قائلاً "لم يكن هناك فشلاً استخباراتياً... فقد كان هناك أكثر من 100 تقرير استخباراتي حول إنذارات ذات طابع عام وتقارير محددة للغاية" عن وجود تهديد ماثل وحالي لمجمع أبراج الخبر.
أُلقيّ اللوم على وكالة الاستخبارات المركزية في إساءة تقدير قدرات المتشددين السعوديين علي صنع القنابل وقررت بشكل استعباطي أنه لا يمكن لقنبلة أن تتجاوز حجم القنبلة المستخدمة في تفجيرات نوفمبر 1995 بالرياض البالغ (200 رطل). وفقاً لتقديرات الحكومة الأمريكية الرسمية، بلغ وزن قنبلة الخبر حوالي 5,000 رطل. [11] كما أُلقيّ اللوم على القادة الأمريكيين، لأنهم لم يتخذوا كافة الاحتياطات التي أوصى بها البنتاغون؛ تحديداً، لأن «المشروع كان مكلفاً للغاية»، لذا فشلوا في تنفيذ التوصية بتغطية نوافذ مجمع الخبر بالبلاستيك لمنع تطاير الزجاج.
كان الهاجس الأمني الرئيسي في مجمع أبراج الخبر قبل حدوث التفجير، منع وقوع هجوم مماثل لتفجيرات ثكنات بيروت عام 1983، عندما دخلت شاحنة مفخخة المجمع نفسه. ومع ذلك، أشار تقرير البنتاغون عن تلك الحادثة، مثلما أشار إلى تقرير الخبر، بأن قنبلة بحجم قنبلة بيروت كانت لتتسبب في أضرار كبيرة من مسافة تصل إلى 300 قدم. واختتم المسؤولون بملاحظة أن حجم القنبلة كان ذو أهمية أقل بالنسبة لحدوث نتائج كارثية من المدى الفعال لتلك القنبلة (نصف قطر الانفجار).

### إعادة التموضع العملياتي
كان من نتائج هذا الهجوم الإرهابي، أن انتقلت لاحقاً العمليات العسكرية للقوات الأمريكية وقوات التحالف في الخبر والظهران إلى قاعدة الأمير سلطان الجوية، إحدى منشآت القوات الجوية الملكية السعودية النائية والآمنة للغاية بالقرب من الخرج، وسط المملكة العربية السعودية، على بعد حوالي 70 ميلاً من الرياض. استمرت العمليات العسكرية الأمريكية والبريطانية والفرنسية في قاعدة الأمير سلطان الجوية حتى أواخر 2003، عندما انسحبت القوات الفرنسية وانتقلت العمليات الأمريكية والبريطانية إلى قاعدة العديد الجوية في قطر.

## الإدانة

### الإدانة المبدئية
طبقاً للحكومة السعودية، فقد نفذ تفجير أبراج الخبر «متشددون إسلاميون سعوديون، بما في ذلك العديد من قدامى مقاتلي الحرب الأفغانية.» وقد ادعى مسؤل أمريكي «يبدو الآن أن هذه الحالة ليست منفصلة لاسيما بوجود منظمة من المعارضين المتطرفين الذين يرتبط أعضاؤهم ارتباطاً ضعيفاً فيما بينهم ومنظمون في خلايا شبه مستقلة مثل الحركات الأصولية المتطرفة الأخرى في العالم العربي.»

### لائحة الاتهام
دفع التحقيق الذي استمر لثلاث سنوات مكتب التحقيقات الفيدرالي إلى استنتاج أن إيران متورطة في الهجوم. وفي ذلك الوقت، كانت إدارة كلينتون تأمل في فتح حوار مع الرئيس الإصلاحي محمد خاتمي، إلا أنه بدا مستحيلاً بعد اتهام الإيرانيين بدعم الهجوم الإرهابي. فقد جاء في رسالة سرية سلمها السلطان قابوس حاكم سلطنة عمان مباشرة إلى خاتمي، أن الولايات المتحدة لديها دليل على تورط إيراني مباشر في هذا العمل وأنها تطالب بأن يكون المتورطين مسؤولين عن أفعالهم. رفض خاتمي بدء تحقيق وصرح مسؤولون إيرانيون أن القاعدة مسؤولة عن الهجوم.
في أبريل 1997، قال رئيس هيئة الأركان المشتركة، الجنرال جون شاليكشفيلي، إن البنتاغون لم يكن لديه أدلة كافية حول المفجرين للنظر في الرد على دول أجنبية ربما تكون قد لعبت دوراً.
في يونيو 2001، صدرت لائحة اتهام من المحكمة المحلية الأمريكية للمنطقة الشرقية لفرجينيا، ولاية فرجينيا في الإسكندرية، تتهم الأشخاص التالية أسماؤهم بالقتل والتآمر وغيرها من التهم المتعلقة بالتفجير:
- عماد مغنية
- طلال حمية
- أحمد إبراهيم المغسل
- عبد الكريم حسين محمد الناصر
- علي سعيد بن علي الحوري
- إبراهيم صالح محمد اليعقوب
- هاني الصائغ الذي كان محتجزاً سابقاً في الولايات المتحدة لكنه رُحلّ إلى المملكة العربية السعودية، عندما أُسقطت التهم الموجهة إليه لنقص الأدلة.
- ثمانية سعوديين آخرين
- رجل لبناني مدرج بالاسم المستعار «جون دو».

في يوليو 2001، قالت السعودية إن أحد عشر شخصاً ممن صدر بحقهم لوائح اتهام في الولايات المتحدة كانوا رهن الاحتجاز في السجون السعودية وكانوا سيُحاكمون أمام محكمة سعودية، لأن الدولة رفضت تسليم أي منهم إلى الولايات المتحدة للمثول أمام المحكمة هناك. ومنذ ذلك الحين لم تعلن الحكومة نتائج المحاكمة أو مكان اعتقال السجناء.
في أغسطس 2015، ذكرت صحيفة الشرق الأوسط العربية أن أحمد إبراهيم المغسل، أحد قادة الجماعة الشيعية في الخليج «حزب الله الحجاز» التي ثبتت مسؤوليتها عن التفجير، قد اعتقل في بيروت ونُقل إلى مركز احتجاز في المملكة العربية السعودية؛ قال ضابط مخابرات أمريكي مجهول لصحيفة نيويورك تايمز إن الحكومة السعودية لم تؤكد عملية الاعتقال، إلا أن الاستخبارات الأمريكية تعتقد أن التقرير كان صحيحاً.

### تحميل القاعدة المسؤولية
كتب عبد الباري عطوان:
في 2004، ذكرت لجنة الحادي عشر من سبتمبر أن أسامة بن لادن شوهد وهو يتلقى التهنئة في يوم هجوم الخبر، كما ذكرت أنه كان هناك تقارير في الأشهر التي سبقت الهجوم عن مسعى بن لادن لتسهيل شحنة من المتفجرات إلى المملكة العربية السعودية. ووفقاً للولايات المتحدة، تشير الأدلة السرية إلى أن الحكومة الإيرانية كانت الراعي الرئيسي للحادث وأن العديد من كبار القادة العسكريين قد يكونوا متورطين. افترضت محكمة اتحادية أمريكية بأن تفجير أبراج الخبر أذن به علي خامنئي، المرشد الأعلى لإيران.
قال وليام بيري، الذي كان يشغل منصب وزير الدفاع الأمريكي إبان ذلك الوقت الذي وقع فيه التفجير، في مقابلة أجريت معه في يونيو 2007 «إنه يعتقد الآن أن تنظيم القاعدة وليس إيران كان وراء تفجير شاحنة في 1996 في قاعدة عسكرية أمريكية».
في 22 ديسمبر 2006، حكمّ قاضي المحكمة العليا رويس سي. لامبيرث بأن إيران وحزب الله يتحملان المسؤولية المباشرة والشخصية عن الهجوم، مشيراً إلى أن كبار الخبراء المعنيين بحزب الله قد قدموا أدلة «دامغة» على تورط الجماعة وأن ستة من عملاء حزب الله المعتقلين أدلوا بالتفصيل عن دور مسؤولي الاستخبارات والعسكريين الإيرانيين في توفير المال والمتفجرات والأسلحة والذخائر والمخططات والخرائط. جاء التوصل لهذا القرار كحكم غيابي، حيث لم تكن الحكومة الإيرانية مُمَثَّلَة في المحكمة، لأنها اختارت عدم الطعن في تلك الإدعاءات في قاعة محكمة أمريكية.

## معرض الصور

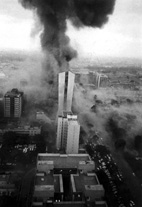
لحظة التفجير من كاميرات المراقبة
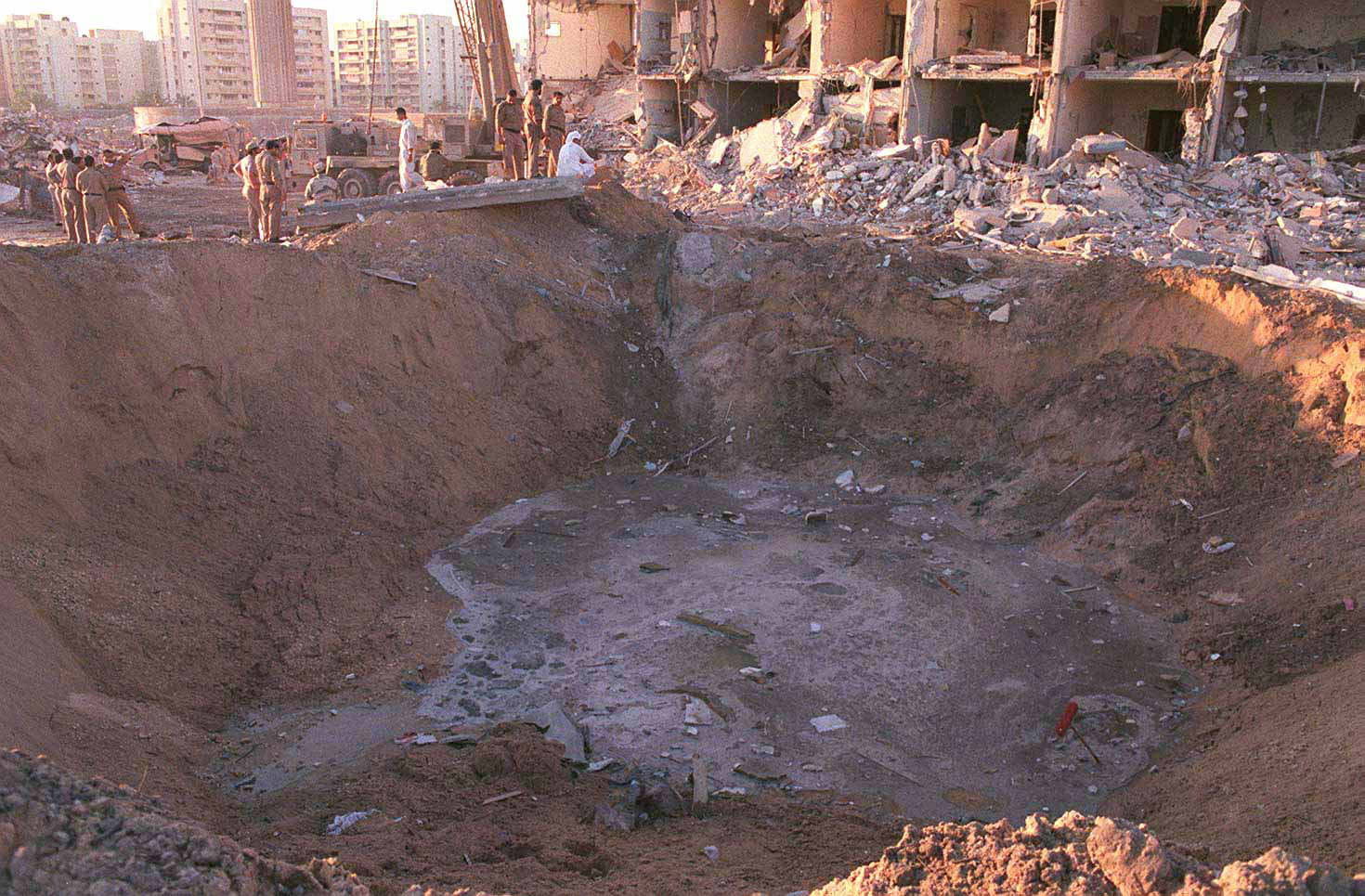
الحفرة التي خلفها انفجار الشاحنة المفخخة
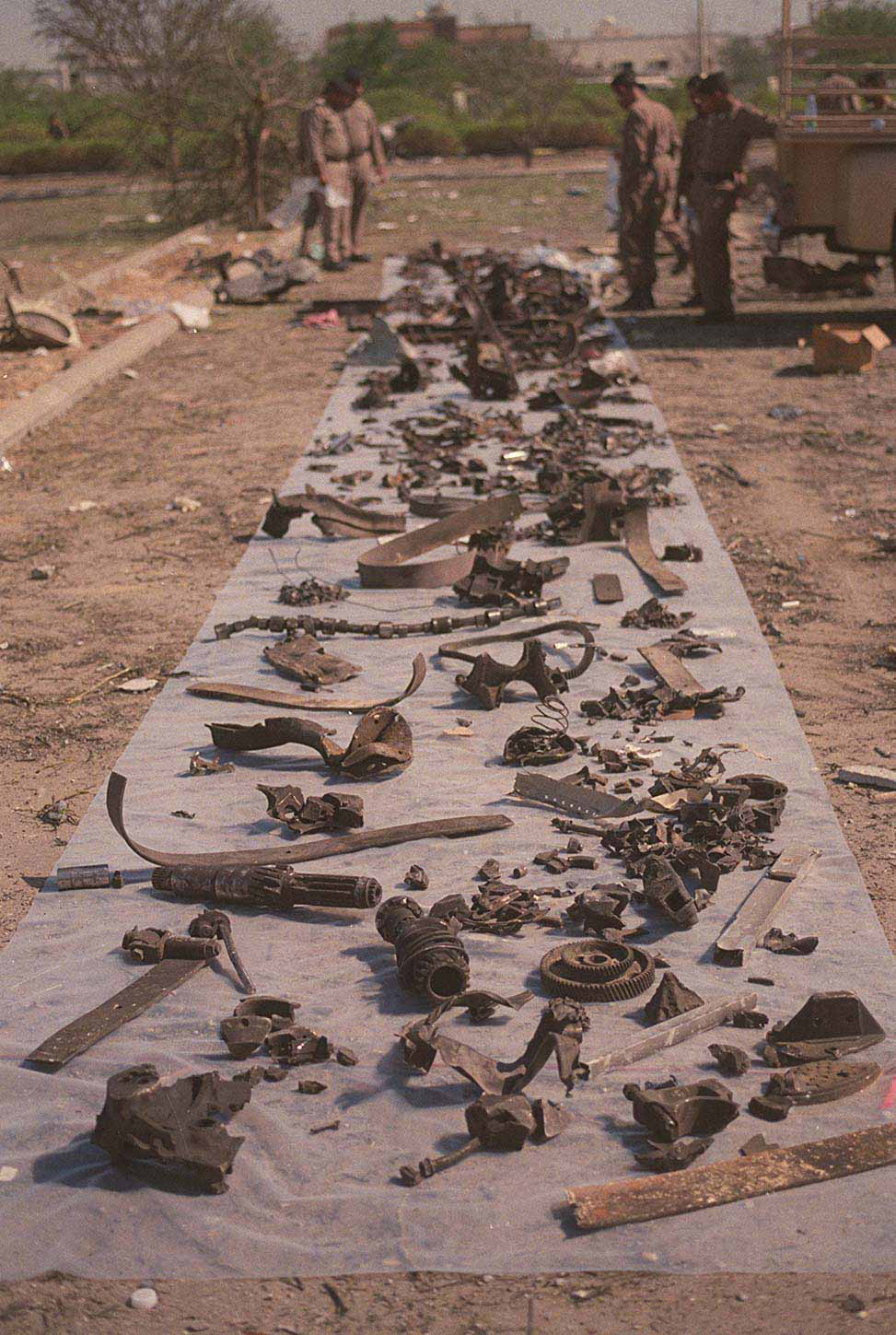
بقايا الشاحنة المفخخة
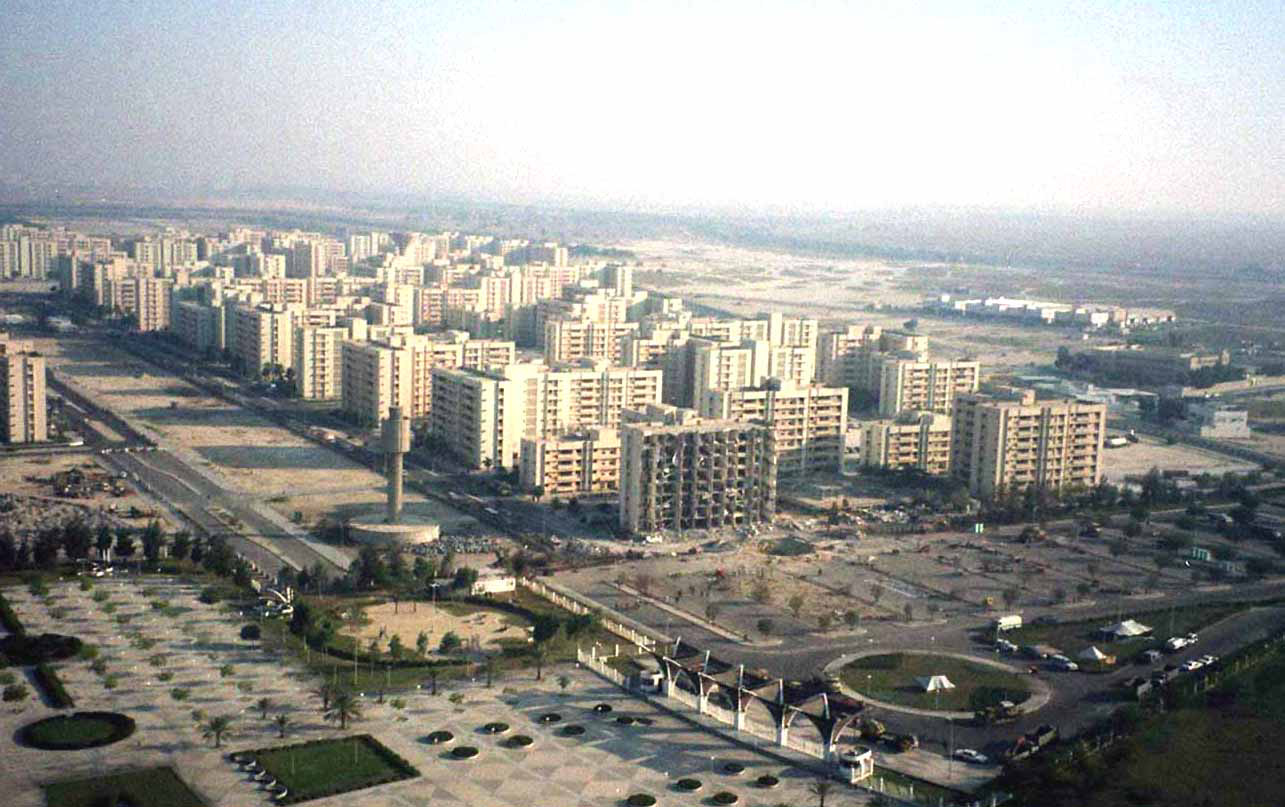
منظر جوي لمجمع أبراج الخبر بعد الهجوم
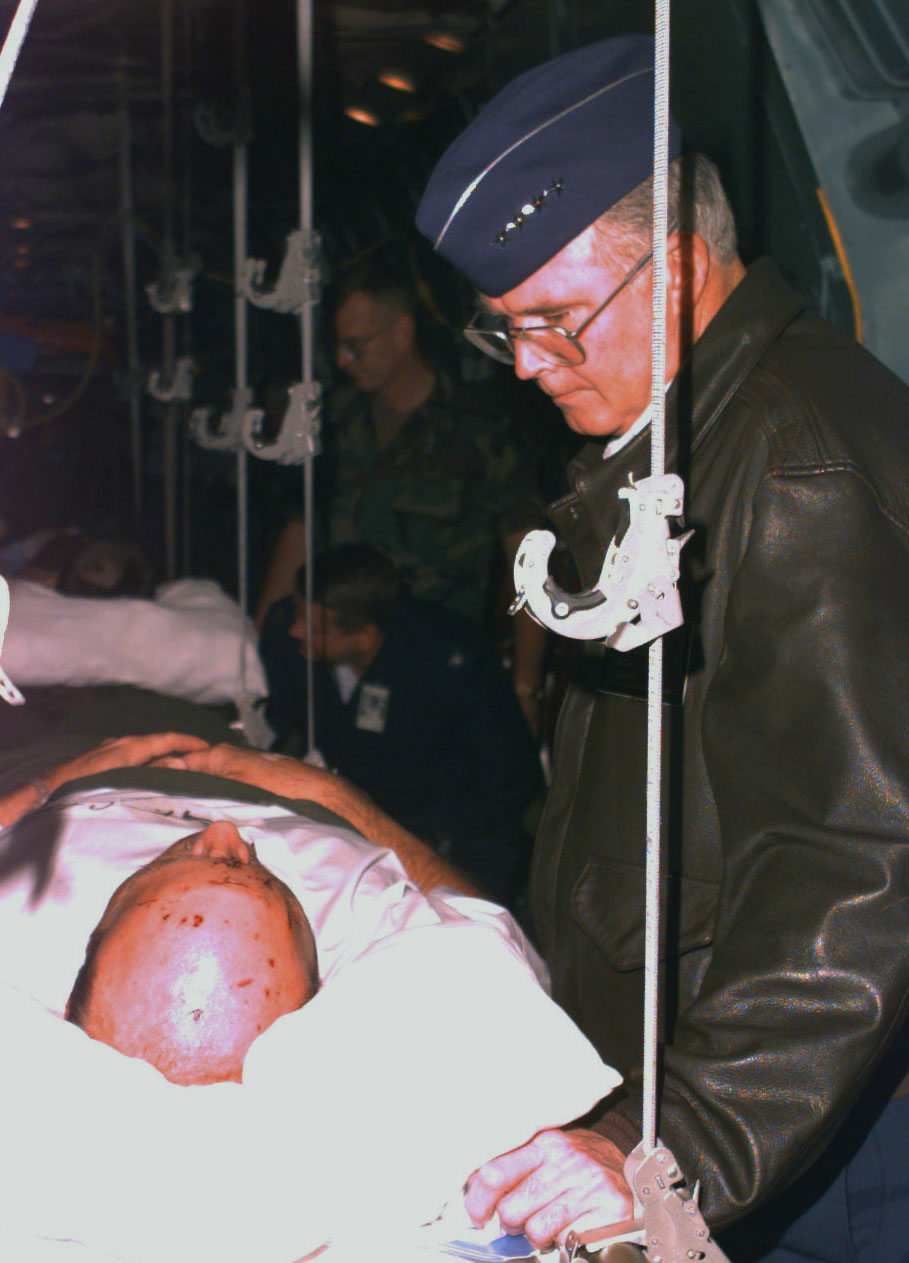
أحد مصابي الهجوم